# Rimontaggio
In enologia rimontaggio è un termine utilizzato per indicare un'operazione di cantina tipica della macerazione dei vini rossi. 

## Utilizzo
Per accelerare l'estrazione di colore, tannino ed aromi dalle bucce dell'uva - dove essi sono contenuti nella maggior quantità - una certa quota di mosto/vino viene periodicamente prelevata dalla base e pompata alla sommità della vasca in modo che il cappello, cioè le vinacce salite in superficie grazie alla produzione di anidride carbonica durante la fermentazione alcolica, vengano periodicamente bagnate da nuovo liquido lisciviando le sostanze che si vuole estrarre nel vino.